# Залізні Ворота (Согдіана)
Залізні Ворота (узб. Buzgalaxona; ст.-тюрк. 𐱅𐰢𐰼:𐰴𐰯𐰍, трансліт. Temir qapïγ; перс. دربند Darband, кит.: 鐵門關; піньїнь: Tiěménguān) — археологічна пам'ятка в Байсунському районі, Сурхандар'їнська область, Узбекистан, на півночі історичної області Бактрія-Тохаристан. Залізні Ворота складаються з комплексу природних та штучних споруд. 
Так називається місцевість від ущелини Бузгалахана (Бусгола 
, 
Бусгала 
, 
Бус-гала, Будинок лані, узб. Buzgalaxona, Buzgala) в горах Байсунтау
 
до сучасного кишлаку Дербент

(Дарбанд) 

.
По долині річки Шураб (Шурабсай, Шуроб) у давнину та середньовіччя проходила основна дорога, що сполучала північні та центральні області Середньої Азії (Самарканд, Бухару і Шаш) з Гісаром
, 
Бактрією- Тохарситаном та Індією. 
Дорога через ущелину Бузгалахана відігравала велику роль історії пересувань народів в цій частині Центральної Азії 
. 
На захід від Дербента знаходився знаменитий гірський прохід — Залізні Ворота. 
Вперше Залізні Ворота згадує близько 630 року китайський мандрівник Сюаньдзан. 
Згідно з «Записками» Сюаньцзана, ущелина замикалася двостулковою брамою, оббитою залізом з безліччю залізних дзвіночків 

. 
Аль-Якубі згадує перс. Дар-і аханін як місто IX століття в Согді на північ від області Балха

. 
Залізні Ворота неодноразово згадуються у середньовічних китайських, арабських та перських, середньоазійських та європейських писемних джерелах, а також у тюркських рунічних написах VII—VIII ст. у вигляді перс. Дар-і аханін , араб. Баб ал-хадід , давн. тюрк. ‏Темір-капіг ‎ , монг. Темір-Кахлагата інших 
. 
Згідно з китайською хронікою «Книга Тан», оточуючі гори мали колір заліза, і тому Залізні Ворота так називалися, тут було місто і храм, в якому приносили в жертву до тисячі баранів 
. 
Ібн Арабшах повідомляє про Залізні Ворота під назвою Кагалгар в «Чудесах долі історії Тимура» («Аджаїб аль-Макдур фі Наваїб Тимур») в описі зіткнень Тамерлана та еміра Хусейна
. 
Так само Залізні Ворота називаються в Бабур-наме Бабура
. 
Іспанський посол до двору Тамерлана Руй Гонсалес де Клавіхо, що відвідав це місце в 1404, залишив докладний опис Залізних воріт в дорожніх нотатках 
. 
Чень Чен в 1415—1420 pp. кілька разів проїжджав Залізні ворота та залишив опис ущелини. 
Алішер Навої згадує Залізні ворота у двох поемах 

. 
Першим ущелину Бузгалахана завдовжки близько 2 км і шириною від 5 до 15 м ототожнив із Залізними Воротами Микола Олександрович Маєв, начальник Гісарської експедиції 1875

. 
Цю локалізацію підтримали інші вчені 

Великий Узбецький тракт був збудований в 1939—1940 рр на південний захід від ущелини Бузгалахана. 
В 1960-і роки забуте на той час розташування ущелини Бузгалахана за описами Маєва та Івана Мушкетова встановила Ольга Юріївна Пославська 
. 
Згідно з Руем Гонсалесом де Клавіхо 
, 
і академіком Едуардом Ртвеладзе, під загальною назвою Залізні Ворота, або Дарбанд, об'єднувався комплекс оборонних природних рубежів і штучних споруд, що займали простір між ущелиною Бузгалахана і сучасним кишлаком Дербент. 
Дмитро Миколайович Логофет згадує руїни кількох будівель та фортеці 
. 
Збереглися залишки фундаменту середньовічного караван-сараю 

. 
В 1963 року Залізні Ворота обстежив загін Кеської археолого-топографічної експедиції (КАТЕ) під керівництвом Михайла Массона. 
В 1982 році археологи обстежили цей район 
. 
У вересні 1986 року у кишлака Дербент загоном Узбекистанської мистецтвознавчої комплексної експедиції (УЗІСКЕ) було відкрито кількох стародавніх і середньовічних поселень, і навіть фортечний мур кушанського часу (I— III ст.), повністю перекриває всю долину річки Шураб 

. 
Оборонна система визначала північний кордон Кушанського царства з Кангюєм

.
Порівняно широка долина річки Шураб (Шуроб) прямує 9—10 км. 
З півдня долину обмежує хребет Сусизтау (Сусізтаг), з півночі — гора Саримас (1886 м) 
. 
Далі долина невеликої річки Чак-Чак (Чакчак) веде до перевалу Акрабатського 
. 
На північному боці долини річки Шураб (Шуроб) знаходяться залишки потужної фортеці (близько 80×50 м), відомої у місцевих жителів як Курганак, або Кургані-Шерходжа. Мури фортеці з каменю та сирцевої цегли були зруйновані під час зведення опор для лінії високовольтної електропередачі. 
Приблизно від середини фортеці прямує до Шураба фортечний мур. 
Інший мур прямує по вершині скелястого пасма, що височіє над долиною Шураба понад 400 м, від фортеці у напрямку з південного сходу на північний захід. 
Загальна довжина другого муру близько 1,5 км, висота — від 2 до 5 м. 
З зовнішньої та внутрішньої сторони стіна складена з квадратної цегли (32×32×11 і 33×33×11 см). 
Ширина кладки — 2 і 2,5 м, ширина стіни в основі близько 6,5 м, внутрішній простір стіни заповнено кам'яними брилами та землею. 
На південь від Дербента
, 
на лівому березі Шурабада знаходяться руїни середньовічного караван-сараю, кілька хумданів, а поряд простежується річище старого арика
.
Безліч спостережних веж, що знаходяться у фортеці Шерходжа і в самій стіні, надійно контролювали долину річки Шураб 
.
Розкопки узбецько-французької експедиції Клода Рапена та Ш. Рахманова в центральній частині стіни встановили шари греко-бактрійського часу (III—II ст. до Р. Х.) 
. 
У цьому місці знаходилися фортифікаційні споруди типу сторожового пункту, які контролювали дорогу 
.
Академік Едуард Ртвелідзе дійшов висновку, що «Согдійська скеля», місце притулку сім'ї Оксіарта, батька дружини Александра Македонського — Роксани, що обложив Александр під час гірської війни Александра Македонського, знаходилася в районі Залізних Воріт. 
Можливо, що своє весілля Александр Македонський зіграв у Дербенті .